# Ludmila Pagliero
Ludmila Pagliero (Buenos Aires, 15 de octubre de 1983) es una bailarina de ballet argentina. Fue la primera y única bailarina nacida en Argentina y la primera no europea étoile o estrella del ballet de la Ópera de París hasta su retiro en abril de 2025.

## Sus comienzos
Ludmila nació en Buenos Aires, Argentina el 15 de octubre de 1983. Tiene ascendencia italiana. Creció en el barrio de Palermo, su padre es electricista y su madre de profesión masajista.
Ludmila sentía la necesidad de “mover su cuerpo", como lo declaró a su madre a la edad de 7 años, por tal razón ella decidió finalmente inscribirla en clases de danza clásica.
Su primera experiencia en el mundo de la danza no fue muy acertada ni gratificante. Ludmila describía a su maestra como poco didáctica, de carácter fuerte, que utilizaba su bastón para marcar el ritmo y dar indicaciones sobre movimientos de piernas y brazos y se quejaba por la ausencia de piano en la sala de ensayo. La madre de Ludmila continuó la búsqueda y decidió hacer una prueba, en este caso con danza Jazz. Fue en este momento cuando Ludmila conoció el placer de bailar.
Su nueva maestra encontró en ella grandes condiciones, aptitudes y rapidez para aprender. Pero aun así, carecía de la base y las herramientas que brinda la danza clásica, tanto para el jazz como otros estilos de danza. Siguiendo el consejo de su maestra, Ludmila retomó las clases de danza clásica con una nueva maestra y así fue que se "enamoró" de este arte".
Su nueva maestra de danza clásica sugirió a sus padres que participara en las audiciones para el Instituto Superior de Arte del Teatro Colón de Buenos Aires. A pesar de que su familia no tenía ninguna experiencia en el mundo de la danza, aceptó retirar los papeles de inscripción en esa escuela e ingresar en el mundo oficial de la danza.
A pesar de que tenía solamente seis meses de danza clásica y tres meses para prepararse y aprender los pasos como así  el vocabulario del Ballet, Ludmila aceptó el desafío y alcanzó su objetivo a los 10 años en 1993 y se integró  al dicho Instituto.

## De Buenos Aires a Santiago de Chile
Personalidades renombradas de la danza como Rina Valverde, Mario Galizzi, Andrea Bengochea, Hector Barriles, Mirta Furioso y Olga Ferri formaron parte de la enseñanza que Ludmila Pagliero recibió durante sus días en el Teatro Colón.
"Todos mis sueños como bailarina nacieron en este teatro", dijo Ludmila.
Vale recalcar, que en aquella época el Teatro Colón no ofrecía cupos para nuevos bailarines desde hacía ya varios años.
En 1999, Ricardo Bustamante, director artístico del ballet del Teatro Colón (y ahora maestro de ballet y asistente en la dirección artística del ballet de San Francisco) dejó el Teatro Colón para tomar la dirección del ballet del Teatro Municipal de Santiago en Chile.
Gracias a los reemplazos que efectuó en el ballet del Teatro Colón, Ludmila logró llamar la atención del director Ricardo Bustamante, quien le propuso un contrato de un año en el cuerpo de bale del Teatro Municipal. Impaciente por subir a escena, Ludmila, a la edad de 15 años y medio, aceptó inmediatamente esta oferta sin siquiera pedir autorización a sus padres.
"La decisión más difícil" fue dejar Argentina y su familia para instalarse en Santiago de Chile. Con gran esfuerzo y jornadas de trabajo extensas, dos años más tarde y con tan solo 17 años de edad, fue promovida a solista e interpretó roles como el de la princesa Aurora en la Bella durmiente (Peter Wright) y en Theme and Variations (George Balanchine).

## Competencia Internacional de Ballet de Nueva York y premio Igor Youskevitch
A comienzos de 2003, Ricardo Bustamante dejó el Teatro Municipal de Santiago, dejándolo de esta manera, sin director. Gracias a comentarios de un amigo francés, Ludmila descubrió la New York International Ballet Competition (Competencia Internacional de Ballet de Nueva York).
Fue así como decidió poner a prueba su suerte y su talento. La preparación en estudios de Nueva York, junto con el resto de los candidatos y para presentar un solo libre y tres pas de deux, duró un mes.
Finalizado el mes de preparación, durante el cual recuerda divertirse mucho, Ludmila logró obtener la medalla de plata y el Premio Igor Youskevitch, que le abre las puertas a un contrato de un año en el American Ballet Theatre.

## Concurso del ballet de la Ópera de París
Su amigo francés, quien le había hablado de la New York International Ballet Competition le comentó también del concurso del ballet de la Ópera de París.
Sin muchas ilusiones pero sí con ganas de al menos "pisar una vez en su vida la Ópera de París", decidió presentarse al concurso en la cuna histórica de la danza. Este exigía la presentación de una variación impuesta de El lago de los cisnes (Rudolf Nuréyev). El video de dicha variación debía ser enviado a Ludmila por correo, y nunca llegó a sus manos. Ludmila llegó a París algunos días antes de la competencia y allí, su amigo francés le presentó a una bailarina que formaba parte de la compañía francesa quien le mostró a Ludmila la variación en un cuarto de hora en frente de la fachada de la Ópera Garnier.
Como la Ópera de París no abría las puertas a los candidatos para ensayar, Ludmila tuvo que buscar un estudio de danza independiente. Encontró uno, pero el piso era resbaladizo y tuvo miedo de lesionarse antes de la competencia. Al día siguiente, en vísperas del concurso, Ludmila comenzó a perder las esperanzas. Sin embargo, su amigo tuvo la idea de llamar a Laetitia Pujol (bailarina de la Ópera de París) que logró hacerla ingresar por unos 30 minutos dentro del teatro y concretar su repetición en un estudio.
El día del concurso, Ludmila presentó su variación. Para disminuir la presión, no dejó de repetirse: "Nadie en este lugar me conoce, todo el mundo me olvidará en los próximos días". Finalmente no fue admitida y pensó que allí comenzaba el final de su historia en esa ciudad.
Algunas semanas más tarde, de vuelta en Argentina, mientras estaba a punto de presentarse en el consulado de Estados Unidos para obtener su visa, recibió un llamado de la Ópera de París que le proponía un contrato de tres meses para la producción de Iván el terrible (Iouri Grigorovitch) en la Ópera de la Bastilla; era una oferta para tomar o dejar.

## Ascenso dentro del ballet de la Ópera de París
Emigrar a Francia, significaba para Ludmila entrar en la compañía al nivel del cuerpo de baile, aunque ya estaba bailando roles principales en Chile. Luego de tres meses de preparación y representaciones de Iván el Terrible, su contrato fue extendido hasta el fin de la temporada. En junio de 2004, pasó de nuevo el concurso y se le propuso juntarse a la compañía como surnuméraire. En junio de 2005, logró transitar el concurso con éxito, obteniendo el título de Quadrille (primer grado de la compañía) en el cuerpo de baile de la Ópera de París y así convertirse en la primera latinoamericana en integrar a esa prestigiosa compañía de ballet.
En noviembre de 2006, al subir al segundo grado dentro del cuerpo de baile, pasó a formar parte de la categoría denominada Coryphée. A partir de ese momento, evolucionaría rápidamente y un año después alcanzaría la categoría de Sujet (tercer grado) presentando extractos de variaciones de Raymonda y El lago de los cisnes. Este nuevo título de Sujet, le permitiría acceder a roles principales de nuevo como el de Garance en "Les enfants du paradis" de José Martínez.
En noviembre de 2009, alcanzó el último grado posible por concurso interno y se convirtió en la primera bailarina en presentar solos de Other Dances (Jerome Robbins) y de Carmen (Roland Petit). Durante la preparación para el concurso trabajó con Aurélie Dupont, Muriel Zusperreguy y Florence Clerc. El mismo año, recibió el Premio Konex de la Fundación Konex en Argentina.
Ser primera bailarina le permitiría entonces, desarrollarse en roles de manera regular: encarnando personajes como el de Clara en El cascanueces (Rudolf Nureyev) en diciembre de 2009, Gamzatti en La bayadera (Rudolf Nureyev) en mayo de 2010 y el rol de l'Etoile en La Petite Danseuse de Degas (Patrice Bart) en junio del 2010.
Durante la temporada siguiente (2010-2011) interpretó los roles principales en Paquita (Pierre Lacotte) y El lago de los cisnes (Rudolf Nureyev). En septiembre de 2011, Jean-Guillaume Bart la elegiría para su nueva producción de La Source.
En 2019 volvió a ser premiada por la Fundación Konex, esta vez con el Konex de Platino a la mejor bailarina de la década en Argentina.

## Bailarina estrella/étoile
En marzo de 2012, la Ópera de París se enfrentó con un problema con la bailarina Dorothée Gilbert, que había sido designada para desempeñar el rol de Gamzatti en La bayadera (Rudolf Nureyev) en la Ópera de la Bastilla, al anunciar ésta haber sufrido un accidente.
Ludmila ya había interpretado el rol dos años antes, pero no lo había practicado desde ese momento. Además, estaba dedicada a otras dos producciones: Apartamento (Mats Ek) y Dances at a Gathering (Jerome Robbins) en la Ópera Garnier. Laurent Hilaire (bailarín estrella / étoile y en esos momentos maestro de baile de la compañía) fue a preguntar a Ludmila si se sentía en condiciones de realizar el reemplazo esa misma noche, ya que había interpretado el rol en algún momento, si bien la separaban dos años desde su última aparición. Al término de la representación, previamente al descenso del telón, Brigitte Lefèvre, en esos momentos directora del ballet, entró en escena y compartió el honor de nombrar a Ludmila Pagliero estrella / étoile haciendo alusión a su talento y coraje artístico.
Es la primera bailarina no europea en recibir el título de estrella/étoile: es una de las pocas bailarinas en ser admitida en el ballet de la Ópera de París sin haber sido formada en la escuela de danza francesa.

## En escena
Continúa su carrera de bailarina estrella/etoile en la Ópera de París, donde interpreta variados roles en piezas clásicas: Carmen (Roland Petit), Kitri en Don Quijote (Rudolf Nuréyev), Tatiana en Onéguine (John Cranko), Palacio de Cristal (George Balanchine), Agon (George Balanchine), Dances at a Gathering (Jerome Robbins), etc, y contemporáneas: Apartamento y La casa de Bernarda Alba (Mats Ek), Rain (Anne Teresa de Keersmaeker), Hark (Emanuel Gat), etc.
Regularmente, es invitada para realizar giras y galas internacionales, particularmente al Teatro Bolchoï (Moscú, Rusia), Marinsky (San Petersburgo, Rusia), al Abay National Theatre y la Opera House (Almaty, Kazajistán), como también a la Ópera y Ballet Nacional de Lituania y, ocasionalmente, al Teatro Colón de Buenos Aires.
En 2014, fue condecorada como miembro de la Orden de Artes y Letras de la República Francesa.

## Temporada 2014-2015
En el transcurso de la temporada 2014-2015, interpretó La source (Jean-Guillaume Bart) junto a Karl Paquette.
Se la puede apreciar en:
- El cascanueces (Rudolf Nuréyev) como Clara en diciembre junto a Mathieu Ganio (El Príncipe/Drosselmeyer);

- Réplica/Réplique (Nicolás Paul) en enero;

- El lago de los cisnes (Rudolf Nuréyev) como Odette/Odile junto a Mathias Heymann (Siegfried) y François Alu (Rothbart) en marzo;

- La historia de Manon (Kenneth McMillan) en compañía de Florian Magnenet (Des Grieux) y Audric Bezard (Lescaut, padre de Manon) en abril;

- Paquita (Pierre Lacotte) como Paquita en el Royal Danish Theater en mayo;

- Les enfants du paradis (José Martínez) como Garance también en mayo.

Por otro lado, a principios de enero participó en Dubái junto a Karl Paquette y una decena de bailarines del Ballet de la Ópera de París, de la gala titulada Solistas del Ballet de la Ópera de París organizada por Dubai Dance Academy donde interpretaron una cierta cantidad de piezas de la ópera.